# Domenico Scarlatti
Giuseppe Domenico Scarlatti (Nápoles, Reino de Nápoles, 26 de octubre de 1685 - Madrid, Reino de España, 23 de julio de 1757) fue un compositor italiano del periodo barroco afincado en España, donde compuso casi todas sus sonatas para clavicémbalo, por las que es universalmente reconocido. Su estilo evolucionó hacia el preclásico.

## Vida y carrera

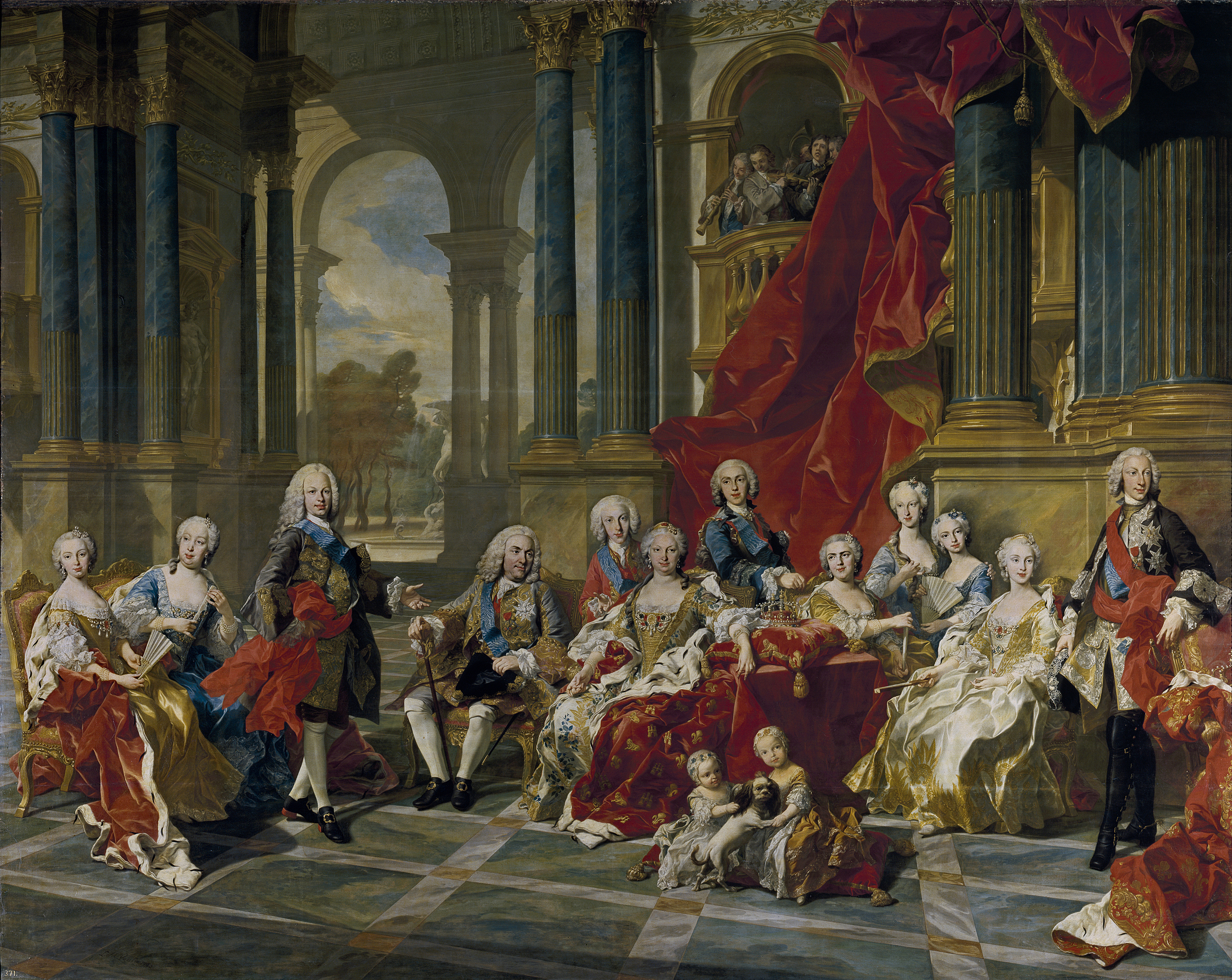
Louis-Michel van Loo, La familia de Felipe V, 1743. Scarlatti sirvió entre 1733 y su muerte en 1757 como maestro de clave de la reina María Bárbara de Braganza (la segunda por la izquierda) en la corte de Felipe V.

Nació en Nápoles (Italia), en ese momento perteneciente a la Corona Española, y fue el sexto de diez hijos y hermano menor de Pietro Filippo Scarlatti, también músico. Comenzó estudiando con su padre, el compositor y profesor Alessandro Scarlatti; otros compositores que pudieron ser sus profesores fueron Gaetano Greco, Francesco Gasparini y Bernardo Pasquini, influyendo todos ellos en su estilo musical.
Se convirtió en compositor y organista de la capilla real de la Corte Española de Nápoles a los dieciséis años, y en 1704 revisó la ópera Irene, de Carlo Francesco Pollarolo, para una representación en Nápoles. Poco después su padre lo envió a Venecia, pero no se tiene información de los cuatro años que pasó allí. 
En 1709 fue a Roma para ponerse al servicio de la exiliada reina polaca María Casimira. Durante su estancia en Roma conoció a Silvius  Leopold Weiss y Thomas Roseingrave, el último de los cuales encabezó la recepción entusiasta de las sonatas del compositor en Londres. Domenico era ya un eminente clavecinista, y hay un relato que cuenta que en una prueba de talento con Georg Friedrich Händel en el palacio del cardenal Ottoboni en Roma, se le declaró superior a Händel en este instrumento, pero inferior en el órgano. Más tarde, cuando ya era mayor, se sabe que se persignaba con veneración cuando hablaba de las aptitudes de Händel.
Además, durante su estancia en Roma, Scarlatti compuso varias óperas para el teatro privado de la reina Casimira. Fue maestro de capilla en la Basílica de San Pedro desde 1715 a 1719, y en el último año se trasladó a Londres a dirigir su ópera Narciso en el King’s Theatre.

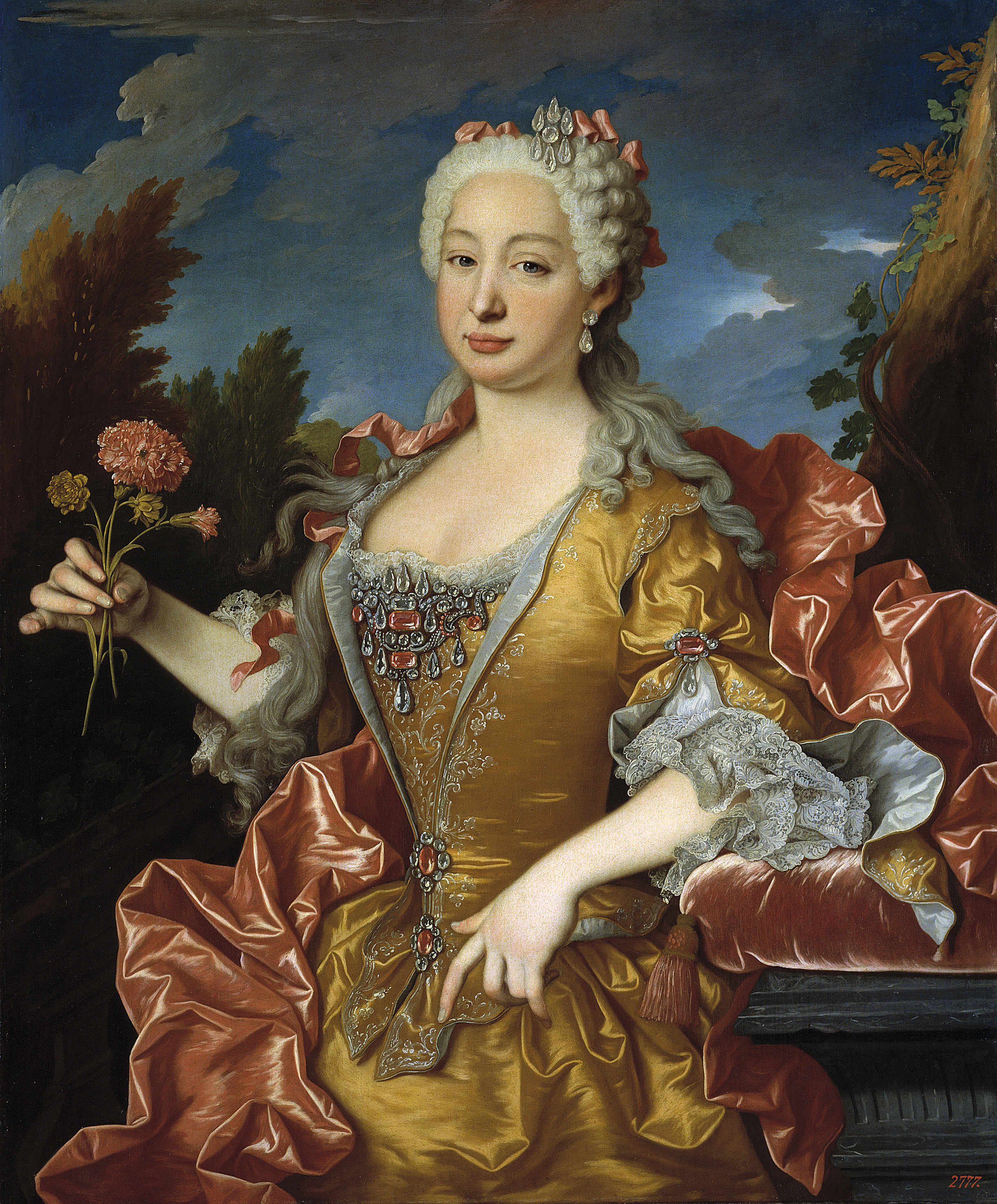
María Bárbara de Braganza hacia 1729, por Jean Ranc. Museo del Prado.

En 1720 o 1721 viajó a Lisboa, donde enseñó música a la princesa Bárbara de Braganza. Regresó a Nápoles en 1725 y durante una visita a Roma en 1728 se casó con Maria Caterina Gentili. En 1729 se trasladó a Sevilla con el séquito de la princesa portuguesa que iba a contraer matrimonio con el heredero al trono de España, el futuro Fernando VI. Allí, en Sevilla, seguramente conocería los aires de la música popular andaluza. En 1733 se instaló definitivamente en Madrid como maestro de música de Bárbara de Braganza y allí vivió hasta su muerte. En 1738 Joao V de Portugal le nombró Caballero de la Orden de Santiago. Después de fallecer su primera esposa en 1742 se casó con una española, Anastasia Maxarti Ximenes, con la que tuvo cinco hijos.
Durante su estancia en Madrid, Scarlatti compuso alrededor de 555 sonatas bipartitas para teclado. Es por estas obras por las que se le recuerda hoy en día. En ellas se aprecia una música totalmente original y distinta a la del repertorio operístico, instrumental y de cantatas profanas y religiosas que compuso en su juventud. Muchas de sus sonatas recrean danzas españolas del siglo XVIII.
La asimilación de los aires populares españoles y la experimentación constante de las posibilidades del clave, instrumento de cámara en el que ejercitaba su magisterio para la reina, lo llevaron a ser el iniciador de la escuela de clave española del siglo XVIII, que tendría seguidores en autores de la talla del Padre Soler. Tan identificado se sintió con la vida española, que llegó a firmar con el nombre de Domingo Escarlati, apellido que aún conservan sus descendientes. Por todo ello que se puede afirmar que el napolitano Scarlatti es uno de los más importantes compositores de España.
Domenico Scarlatti murió en Madrid a los 71 años. En su residencia de la calle Leganitos tiene dedicada una placa conmemorativa.

## Música
Solo una minúscula fracción de su producción se publicó durante la vida del compositor. Parece que el mismo Scarlatti supervisó la publicación en 1738 de su colección más famosa, una antología de treinta sonatas que tituló Essercizi per gravicembalo, que fue recibida con entusiasmo por el más destacado musicólogo del siglo XVIII, Charles Burney. Aún hoy, la mayoría del repertorio scarlattiano interpretado en concierto está basado en los Essercizi.

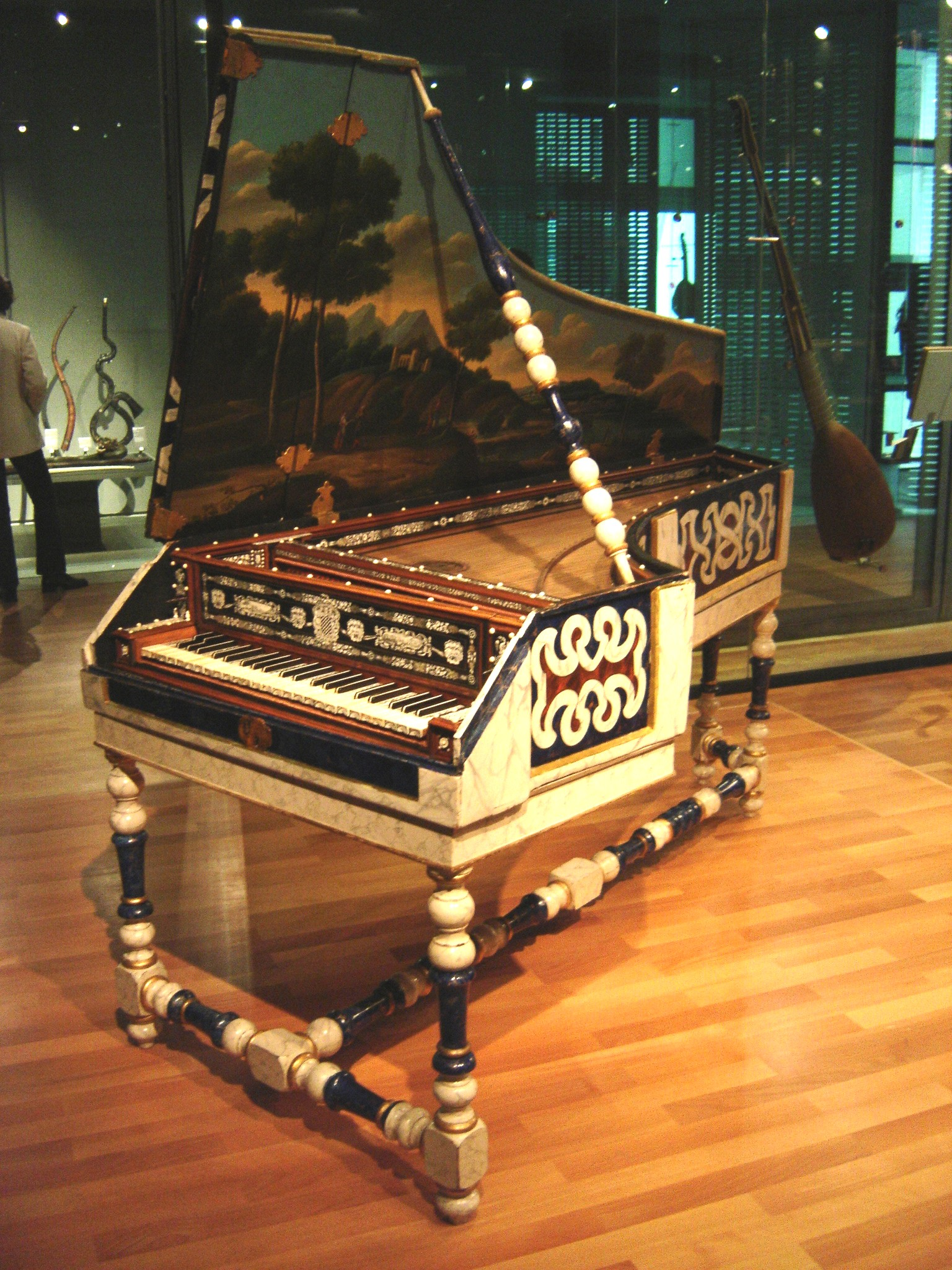
Clavecín italiano.

Sin embargo, nos han llegado 555 sonatas bipartitas, siendo todas esencialmente de un solo movimiento divididas en dos partes iguales (y repetidas), pero comprenden una gama sorprendente de expresión musical e invención formal. Las dificultades técnicas de sus sonatas (constante uso de la acciaccatura, saltos de manos) han hecho que a menudo se las considere como meros estudios de virtuosismo, pero su calidad está cimentada en que la dificultad está en buena medida al servicio de explorar todos los recursos y capacidades del clavicémbalo, como ocurre en la sonata K. 260. Muestran, asimismo, una extraordinaria audacia armónica, que incluye modos provenientes de la música hispanoárabe. Destaca en especial el uso audaz de la modulación y la enorme tensión que genera, demorando las frases musicales sin resolver en la tónica, como ocurre en la sonata K. 208. Es también notable la variedad rítmica y la capacidad de invención temática y estructural, de una culta perfección, que es enmascarada por su carácter "popular" y su aparente frescura y facilidad de escucha.
Aparte de los Essercizi, el resto de las sonatas no publicadas en vida del compositor solo han sido impresas de forma fragmentaria hasta bien entrado el siglo XX, y su repertorio completo no es atendido todavía de forma completa y regular en concierto. Sin embargo, Scarlatti ha atraído a notables admiradores, incluyendo Manuel de Falla, Béla Bartók, Arturo Benedetti Michelangeli, Johannes Brahms, Frédéric Chopin,
Emil Gilels, Enrique Granados,
Marc-André Hamelin,  Vladimir Horowitz,
Ivo Pogorelich, Heinrich Schenker y Dmitri Shostakovich, con la admiración constante de la escuela pianística rusa. El estadounidense Scott Ross grabó al clavicémbalo para la casa Erato la totalidad de sus sonatas bipartitas, lo que supuso un hito en el conocimiento y obra del compositor italo-español.
Entre los muchos logros del estilo de Scarlatti destacan los siguientes: 
- Scarlatti estuvo muy influido por la música folclórica española. Su uso del modo frigio y otras inflexiones tonales más o menos desacostumbradas en la técnica musical europea son síntomas de esta influencia, así como el cúmulo de acordes extremadamente disonantes y otras técnicas que parece imitan la guitarra. Su rico uso, a veces trágico, de modismos folclóricos también le singulariza. Hasta la llegada de Bártok y sus contemporáneos no se le daría a la música folclórica una voz tan estridente como Scarlatti.
- Scarlatti anticipó muchos de los desarrollos formales que conducen al llamado "estilo clásico" y así, con justificación, se le podría describir como el primer compositor clásico.
- Sin embargo, siempre difícil de definir, la tempestuosidad musical de Scarlatti evoca el Romanticismo, mientras que su intensa inquietud formal y sintáctica e ironía parecen llevarle cerca del modernismo de Stravinsky.

### Las sonatas
Las sonatas scarlattianas poseen una estructura idéntica. Su estructura responde a una forma binaria compuesta por dos partes sensiblemente iguales, que está prevista que se repitan. La primera parte finaliza a menudo en la nota dominante y la segunda siempre en la tónica. Las cadencias con que se concluyen cada una de las dos partes son similares. Hay pocas excepciones a este esquema básico. Scarlatti, gran creador de ideas musicales, no se preocupó en exceso de renovar las formas musicales de su época.
La grandeza de las sonatas de Scarlatti reside en su riqueza de motivos musicales, en todas las figuras de su retórica musical. Destaca en su quehacer la variedad en la invención rítmica y melódica y la habilidad casi diabólica en la utilización de todas las capacidades del clavicémbalo. A primera vista la limpia y ordenada escritura de sus sonatas harían pensar en que la ejecución de estas obras es relativamente sencilla. Nada más lejos de la realidad. La claridad de su pentagrama esconde terribles dificultades para el músico que las interpreta. Algunas contienen cambios de mano, saltos de octavas, complicados arpegios y escalas rapidísimas.
En cuanto al ritmo, sus obras para teclado están animadas por un carácter vivo y variado, con una notable influencia de la rítmica de los aires populares de la música española. En numerosas ocasiones se escuchan células rítmicas que podríamos calificar de ostinati que recorren toda la longitud de la sonata y recuerdan a los del pulso de la guitarra flamenca. Se escuchan en su clave las notas repetidas de los instrumentos de cuerda pulsada o las castañuelas percutidas repetidamente.
Pero quizá el rasgo más sorprendente del arte de Domenico Scarlatti es su extraordinaria habilidad para la modulación, una de las marcas de estilo más sorprendentes del genio del napolitano. Es capaz de recorrer con ella todas las tonalidades dentro de una obra. Unas son en progresión, otras aparecen a intervalos, en ocasiones son abruptas: en estos casos, el oyente es llevado sin transición a otra región tonal, a veces muy alejada (a menudo un tono entero, otras veces una tercera).

#### Grabaciones
Muchos clavecinistas y pianistas han grabado sonatas de Scarlatti. Scott Ross las grabó todas en clave en un set de 34 CD. Otros clavecinistas que han interpretado memorablemente la obra de Doménico Scarlatti son Rafael Puyana, Gustav Leonhardt, Ralph Kirkpatrick, que también fue un renombrado estudioso de Scarlatti y publicó su propia edición de sonatas, y actualmente el francés Pierre Hantaï. Entre los pianistas famosos que han grabado a Scarlatti están Vladimir Horowitz, Mijaíl Pletniov, Clara Haskil, András Schiff, Alicia de Larrocha, Christian Zacharias, Konstantinos Papadakis, Murray Perahia e Ivo Pogorelich. Una contribución considerable a las grabaciones es la de Anthony di Bonaventura, quien (según Sheveloff) da una «inusual», «moderna», «irresistible» y «asombrosamente convincente» experiencia. El sello Naxos ha creado un proyecto para grabar todas las sonatas para teclado de Scarlatti al piano. Estos discos están interpretados por varios artistas y han alcanzado el volumen 7 (100 sonatas). En 2007, coincidiendo con el 250 aniversario de la muerte de Scarlatti, el clavecinista neerlandés Pieter-Jan Belder concluyó la grabación, siguiendo el orden del catálogo de Kirkpatrick, de las 555 sonatas para teclado que había iniciado en 2006 para el sello discográfico Brilliant Classics, haciendo uso de diferentes claves, fortepianos y órganos. Otro aporte interesante lo constituye la grabación integral en formato MP3 a cargo del pianista italiano Claudio Colombo, disponible en forma gratuita en línea.

### Obra vocal
Antes de su llegada a España, Domenico Scarlatti había estrenado en Italia más de una decena de óperas que seguían la estela de las de su padre, Alessandro y que recurrían al estilo vocal del bel canto, cuyo triunfo ayudaron a imponer los Scarlatti. Cabe mencionar Ottavia restituita al trono (1703, su primera ópera documentada), Orlando, Tolomeo ed Alessandro ovvero la corona disprezzata (ambas de 1711), Tetide in Sciro (1712), Ifigenia in Aulide e Ifigenia in Tauride (1713), Amor d'un'ombra, Narciso (1714), La Dirindina (1715) o Amleto (1715).
También compone una importante obra de polifonía vocal religiosa, entre la que se encuentra su Stabat Mater a diez voces —escrito al stilo antiquo de la polifonía renacentista de tradición católica e hispánica para diez voces solistas en estilo contrapuntístico—, la misa breve «La stella», la Missa quatuor vocum o Misa de Madrid, un oratorio, varios Te Deum y Magníficat. También compuso un abundante número de cantatas de chiesa y de cantatas da camera profanas, entre las que pueden citarse la n.º I O qual meco, o Nice, la III Dir vorrei, o la VII Scritte con falso inganno.

## Curiosidades
- El compositor inglés Charles Avison (1709-1770) compuso y publicó en 1744 a partir de sonatas scarlattianas sus Concertos in Seven Parts done from the Lessons of Domenico Scarlatti, un conjunto de doce concerti grossi para orquesta donde utiliza materiales de las sonatas refundidos y orquestados fundamentalmente a partir de los Essercizi per gravicembalo, única compilación de sonatas de Scarlatti publicadas en vida.

- Se dice que para componer su fuga del gato para clavicémbalo en sol menor se inspiró en las notas aleatorias que su gato tocó al pasar sobre el teclado de dicho instrumento.

- Scarlatti aparece en Memorial del convento de José Saramago como personaje secundario, profesor de clave de la infanta María Bárbara.

- El asteroide (6480) Scarlatti fue nombrado así en su honor.[8]

## Discografía
- Scott Ross, Domenico Scarlatti: The Keyboard Sonatas [CDx34], Warner Classics, 2005, DDD, 2564 62092-2 LC 04281 (Erato, 1988, 2292 45309-2).

### Información sobre su vida y obra
- Domenico Scarlatti: corazón italiano y pulso español.
- Domenico Scarlatti (1685-1757). En inglés.
- Listado de sonatas de D. Scarlatti según distintos editores (Kirpatrick, Longo, Pestelli).
- Noticias de Domenico Scarlatti (medios, blogs y foros) en Classissima (Sección Española)
- Música y significado. Las sonatas de Scarlatti, Radio Clásica de Radio Nacional de España, 24 de octubre de 2010, en www.rtve.es
- Grabaciones de obras de Domenico Scarlatti

### Enlaces con archivos sonoros de su obra
- Reproducción en midi de todas las sonatas.
- Descarga de las sonatas en midi.
- Las sonatas completas (página no gratuita).
- Grabación integral de las sonatas al piano por Claudio Colombo (mp3 en línea).

### Partituras
- Partituras libres de Domenico Scarlatti en el Proyecto Biblioteca Internacional de Partituras Musicales (IMSLP).
- Partituras de Domenico Scarlatti en el-atril.com.
- Partituras de las sonatas K. 1-176 y K. 247, 380, 406, 426, 443, 466, 501 y 502.

### Otros
- 1685, emisión del 21 de junio del 2013 de Música antigua, programa de Radio Clásica: 1685 es el año de nacimiento de Händel, J. S. Bach y Domenico Scarlatti.

- Datos: Q167837
- Multimedia: Domenico Scarlatti / Q167837